# Clathria coralloides
Clathria coralloides är en svampdjursart som först beskrevs av Giuseppe Olivi 1792.  Clathria coralloides ingår i släktet Clathria och familjen Microcionidae. Inga underarter finns listade i Catalogue of Life.